# トビー・スミス
トビー・スミス（Toby Smith、1988年10月10日 - ）は、オーストラリアの元ラグビーユニオン選手。

## プロフィール
- オーストラリア・カーワン出身。
- ポジションはプロップ(PR)。
- 身長 190cm、体重 116kg
- U20ニュージーランド代表に選ばれたことがある[1]。
- オーストラリア代表通算キャップ数は6。
- ラグビーワールドカップ2015のオーストラリア代表に選ばれた[2]。
- バーバリアンズに選ばれたことがある[3]。

## 略歴
ワイカト、チーフス、メルボルン・ライジング、レベルズを経て、2018年、ハリケーンズに加入。
2019年、現役を引退した。